# Martin Duffy
Martin Duffy (25 augustus 1952, Dublin) is een Ierse filmregisseur, en schrijver van boeken en televisieseries.

## Filmografie (selectie)
- Summer of the Flying Saucer (2008)
- The Testimony of Taliesin Jones (2000)
- The Bumblebee Flies Anyway (1999)
- The Boy from Mercury (1996)

## Televisiewerk (selectie)
- Bosco
- Fortycoats & Co.
- Wanderly Wagon
- The Dubliners Dublin

## Boeken (selectie)
- Barney and Molly: A True Dublin Love Story (2006)
- The Road to Mercury (1996/2006)

- Bibliothèque nationale de France: cb14094766d (data)
- Gemeinsame Normdatei: 1058209337
- International Standard Name Identifier: 0000 0001 2396 3262
- Library of Congress Control Number: no2006132388
- Nationale Bibliotheek van Tsjechië: xx0157370
- Nationale Bibliotheek van Polen: a0000001901665
- Nederlandse Thesaurus van Auteursnamen: 069092826
- SNAC: w6bm5k1h
- Virtual International Authority File: 46529573
- WorldCat: E39PBJfRBpQYmfp3t3Qj639Rrq